# Don’t Come Easy
Don’t Come Easy (englisch ‚Es fällt nicht leicht‘) ist ein Popsong des australischen Sängers Isaiah Firebrace, der damit Australien beim Eurovision Song Contest 2017 vertrat.

## Text und Komposition
Der Text und die Komposition für Don’t Come Easy stammt von Anthony Egizii, David Musumeci und Michael Angelo. Diese haben auch schon Sound of Silence, den australischen Beitrag zum Eurovision Song Contest 2016, geschrieben. Der Text des Liedes handelt von schlechten Erfahrungen, die man in früheren Beziehungen gemacht hat. Im Refrain heißt es, dass man seine Liebe nicht einfach erhalten kann, da man in der Vergangenheit zu oft verletzt wurde.
Das Lied hat einen für Popmusik typischen Aufbau: Auf die erste Strophe folgt der Refrain, daraufhin folgt die zweite Strophe, dann erneut der Refrain. Nach dem zweiten Refrain setzen die Bridge und der letzte Refrain ein, der einige Variationen beinhaltet. Das Lied wird von einem Klavier eingeleitet, später folgen synthetische Klänge. Im Laufe des Songs wird die Instrumentierung kräftiger und ab der zweiten Strophe wird der Sänger von einem Gospelchor unterstützt. Das Tempo des Liedes liegt bei 79 bpm.

## Hintergrund

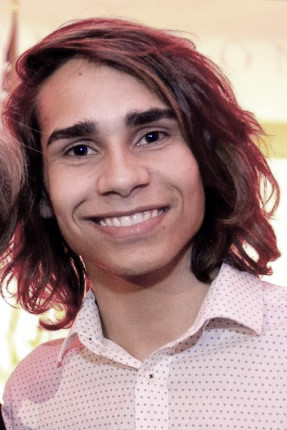
Isaiah Firebrace, Sänger des Liedes

Am 7. März 2017 wurde angekündigt, dass der Sänger Isaiah Firebrace für Australien beim Eurovision Song Contest in Kiew antreten werde. Am selben Tag wurde das Lied erstmals von Sony Music Australia inklusive eines Musikvideos veröffentlicht, offiziell erschienen ist es einen Tag später.
Am 31. Januar 2017 wurde Australien, das 2017 zum dritten Mal am Wettbewerb teilnahm, der ersten Hälfte des ersten Halbfinales zugelost. Am 31. März 2017 wurde die Startreihenfolge veröffentlicht: Isaiah Firebrace erhielt die Startnummer 3, um sich für das Finale am 13. Mai zu qualifizieren. In den Vorjahren sind Guy Sebastian und Dami Im ebenfalls für Australien beim Eurovision Song Contest angetreten und konnten auf Platz 5 bzw. 2 landen.
Der Titel konnte sich für das Finale qualifizieren, wo er schließlich den 9. Platz mit 173 Punkten erreichte.